# Kalkglimmerschiefer

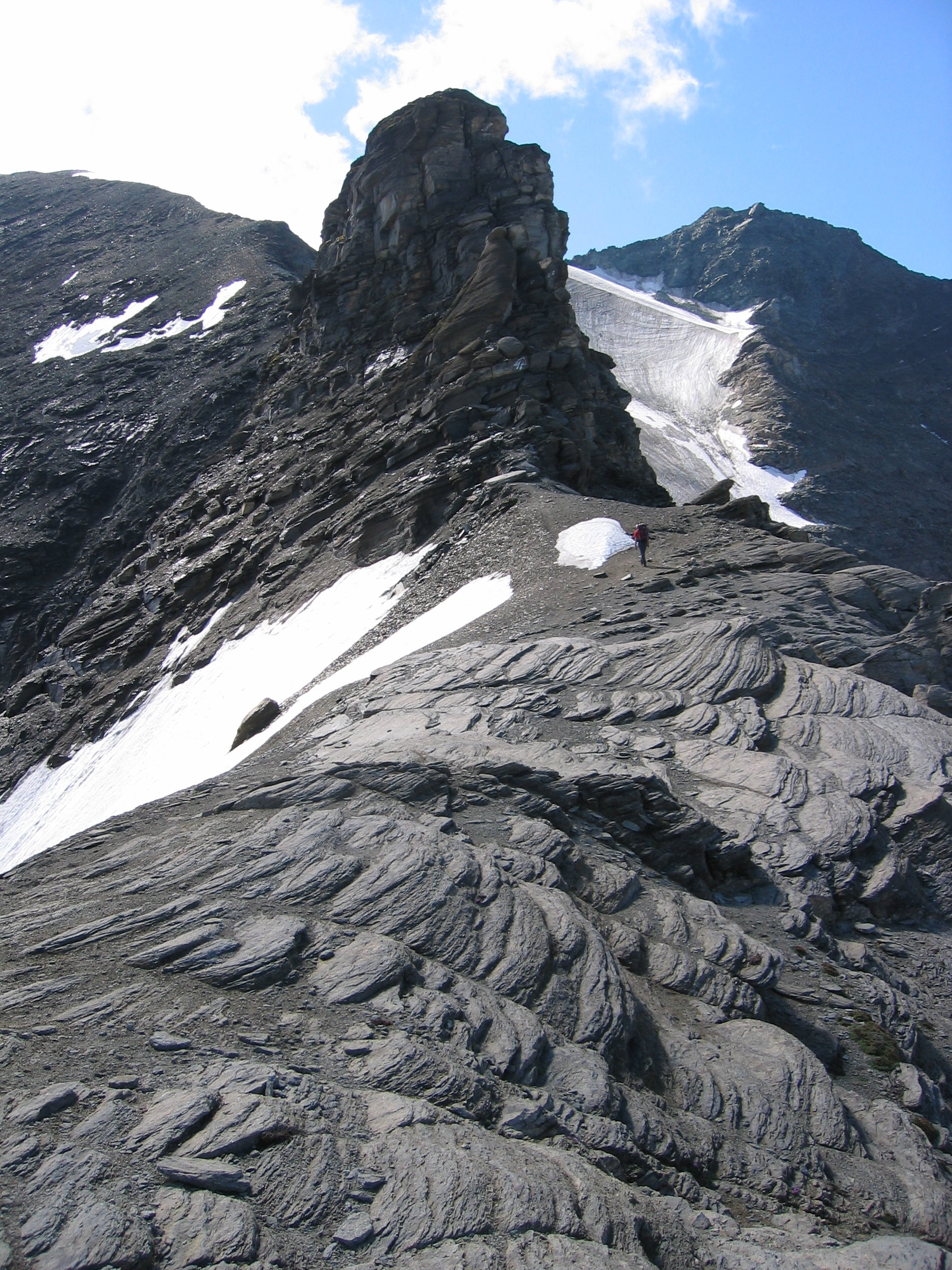
Bratschen, Hoher Tenn, Glocknergruppe

Als Kalkglimmerschiefer werden metamorphe Abkömmlinge kalkig-toniger Sedimente der Alpen bezeichnet, die während der oberen Kreidezeit auf der ozeanischen Kruste des Penninischen Ozeans abgelagert wurden und im Zuge der Alpidischen Gebirgsbildung zu kristallinen Schiefern umgewandelt wurden. Als geologischer Kartierungsbegriff wird die Bezeichnung Kalkglimmerschiefer zusammenfassend für die Glimmermarmore und Kalkschiefer der Bündnerschiefer-Gruppe verwendet. 

## Beschreibung
Die Kalkglimmerschiefer bestehen hauptsächlich aus Kalzit, Glimmer (Phengit, Paragonit und Margarit) und Quarz, die in sehr variablen Prozentsätzen auftreten. Die Oberfläche der sandig angewitterten Felspartien der Kalkglimmerschiefer ist meist durch bräunlichgraue Farbtöne gekennzeichnet. Im frischen Bruch dominieren graue bis graublaue Farben. Beim Verwittern zerblättert die Oberfläche zur charakteristischen Bratschen.

## Vorkommen
Die Kalkglimmerschiefer sind innerhalb des Tauernfensters in der Glocknergruppe, in den östlichen Hohen Tauern sowie an der Südabdachung der westlichen Hohen Tauern und der Zillertaler Alpen weit verbreitet.